# Grand Prix Węgier 2005
Wyniki Grand Prix Węgier, trzynastej rundy Mistrzostw Świata Formuły 1 w sezonie 2005.

## Wyniki sesji

### Sesje Treningowe
| Sesja | Nr | Kierowca       | Konstruktor      | Czas     |
| ----- | -- | -------------- | ---------------- | -------- |
| 1     | 35 | Alexander Wurz | McLaren-Mercedes | 1:21.411 |
| 2     | 38 | Ricardo Zonta  | Toyota           | 1:20.409 |
| 3     | 9  | Kimi Räikkönen | McLaren-Mercedes | 1:21.686 |
| 4     | 9  | Kimi Räikkönen | McLaren-Mercedes | 1:20.203 |

### Kwalifikacje
| P  | Imię i nazwisko      | Kraj            | Nazwa stajni             | Opony       | Okr. | Czas     | Strata   |
| -- | -------------------- | --------------- | ------------------------ | ----------- | ---- | -------- | -------- |
| 1  | Michael Schumacher   | Niemcy          | Ferrari                  | Bridgestone | 3    | 1:19.882 |          |
| 2  | Juan Pablo Montoya   | Kolumbia        | McLaren-Mercedes         | Michelin    | 3    | 1:20.779 | 0:00.897 |
| 3  | Jarno Trulli         | Włochy          | Toyota                   | Michelin    | 3    | 1:20.839 | 0:00.957 |
| 4  | Kimi Räikkönen       | Finlandia       | McLaren-Mercedes         | Michelin    | 3    | 1:20.891 | 0:01.009 |
| 5  | Ralf Schumacher      | Niemcy          | Toyota                   | Michelin    | 3    | 1:20.964 | 0:01.082 |
| 6  | Fernando Alonso      | Hiszpania       | Renault                  | Michelin    | 3    | 1:21.141 | 0:01.259 |
| 7  | Rubens Barrichello   | Brazylia        | Ferrari                  | Bridgestone | 3    | 1:21.158 | 0:01.276 |
| 8  | Jenson Button        | Wielka Brytania | B.A.R.-Honda             | Michelin    | 3    | 1:21.302 | 0:01.420 |
| 9  | Giancarlo Fisichella | Włochy          | Renault                  | Michelin    | 3    | 1:21.333 | 0:01.451 |
| 10 | Takuma Satō          | Japonia         | B.A.R.-Honda             | Michelin    | 3    | 1:21.787 | 0:01.905 |
| 11 | Christian Klien      | Austria         | Red Bull Racing-Cosworth | Michelin    | 3    | 1:21.937 | 0:02.055 |
| 12 | Nick Heidfeld        | Niemcy          | Williams-BMW             | Michelin    | 3    | 1:22.086 | 0:02.204 |
| 13 | David Coulthard      | Wielka Brytania | Red Bull Racing-Cosworth | Michelin    | 3    | 1:22.279 | 0:02.397 |
| 14 | Felipe Massa         | Brazylia        | Sauber-Petronas          | Michelin    | 3    | 1:22.565 | 0:02.683 |
| 15 | Jacques Villeneuve   | Kanada          | Sauber-Petronas          | Michelin    | 3    | 1:22.866 | 0:02.984 |
| 16 | Mark Webber          | Australia       | Williams-BMW             | Michelin    | 3    | 1:23.495 | 0:03.613 |
| 17 | Christijan Albers    | Holandia        | Minardi-Cosworth         | Bridgestone | 3    | 1:24.443 | 0:04.561 |
| 18 | Narain Karthikeyan   | Indie           | Jordan-Toyota            | Bridgestone | 3    | 1:25.057 | 0:05.175 |
| 19 | Robert Doornbos      | Holandia        | Minardi-Cosworth         | Bridgestone | 3    | 1:25.484 | 0:05.602 |
| 20 | Tiago Monteiro       | Portugalia      | Jordan-Toyota            | Bridgestone | 3    |          |          |

### Wyścig
| P                 | + / –     | Nr | Kierowca             | Konstruktor       | Opony | Okr. | Czas / Strata | Komentarz               |
| ----------------- | --------- | -- | -------------------- | ----------------- | ----- | ---- | ------------- | ----------------------- |
| 1                 | 3         | 9  | Kimi Räikkönen       | McLaren-Mercedes  | M     | 70   | 1h37:25.552   |                         |
| 2                 | 1         | 1  | Michael Schumacher   | Ferrari           | B     | 70   | +0:35.581     |                         |
| 3                 | 2         | 17 | Ralf Schumacher      | Toyota            | M     | 70   | +0:36.129     |                         |
| 4                 | 1         | 16 | Jarno Trulli         | Toyota            | M     | 70   | +0:54.221     |                         |
| 5                 | 3         | 3  | Jenson Button        | BAR-Honda         | M     | 70   | +0:58.832     |                         |
| 6                 | 6         | 8  | Nick Heidfeld        | Williams-BMW      | M     | 70   | +1:08.375     |                         |
| 7                 | 9         | 7  | Mark Webber          | Williams-BMW      | M     | 69   | +1 okr.       |                         |
| 8                 | 2         | 4  | Takuma Satō          | BAR-Honda         | M     | 69   | +1 okr.       |                         |
| 9                 | Bez zmian | 6  | Giancarlo Fisichella | Renault           | M     | 69   | +1 okr.       |                         |
| 10                | 3         | 2  | Rubens Barrichello   | Ferrari           | B     | 69   | +1 okr.       |                         |
| 11                | 5         | 5  | Fernando Alonso      | Renault           | M     | 69   | +1 okr.       |                         |
| 12                | 6         | 19 | Narain Karthikeyan   | Jordan-Toyota     | B     | 67   | +3 okr.       |                         |
| 13                | 7         | 18 | Tiago Monteiro       | Jordan-Toyota     | B     | 66   | +4 okr.       |                         |
| 14                | Bez zmian | 11 | Felipe Massa         | Sauber-Petronas   | M     | 63   | +7 okr.       |                         |
| Niesklasyfikowani |           |    |                      |                   |       |      |               |                         |
|                   |           | 20 | Christijan Albers    | Minardi-Cosworth  | B     | 59   |               |                         |
|                   |           | 12 | Jacques Villeneuve   | Sauber-Petronas   | M     | 56   |               | przegrzanie świec/pożar |
|                   |           | 10 | Juan Pablo Montoya   | McLaren-Mercedes  | M     | 41   |               | półoś napędowa          |
|                   |           | 21 | Robert Doornbos      | Minardi-Cosworth  | B     | 26   |               | hydraulika              |
|                   |           | 14 | David Coulthard      | Red Bull-Cosworth | M     | 0    |               | wypadek                 |
|                   |           | 15 | Christian Klien      | Red Bull-Cosworth | M     | 0    |               | kolizja z Villeneuve’em |
| P                 | + / –     | Nr | Kierowca             | Konstruktor       | Opony | Okr. | Czas / Strata | Komentarz               |

## Klasyfikacja po wyścigu

### Kierowcy
| P  | +/- | Imię i nazwisko      | Kraj            | Stajnia                  | PKT | 1 miejsca | 2 miejsca | 3 miejsca | P. pos |
| -- | --- | -------------------- | --------------- | ------------------------ | --- | --------- | --------- | --------- | ------ |
| 1  | 0   | Fernando Alonso      | Hiszpania       | Renault                  | 87  | 6         | 2         | 1         | 4      |
| 2  | 0   | Kimi Räikkönen       | Finlandia       | McLaren-Mercedes         | 61  | 4         | 1         | 2         | 4      |
| 3  | 0   | Michael Schumacher   | Niemcy          | Ferrari                  | 55  | 1         | 3         | 1         | 1      |
| 4  | +1  | Jarno Trulli         | Włochy          | Toyota                   | 36  | 0         | 2         | 1         | 1      |
| 5  | -1  | Juan Pablo Montoya   | Kolumbia        | McLaren-Mercedes         | 34  | 1         | 1         | 0         | 0      |
| 6  | +2  | Ralf Schumacher      | Niemcy          | Toyota                   | 32  | 0         | 0         | 1         | 0      |
| 7  | -2  | Rubens Barrichello   | Brazylia        | Ferrari                  | 31  | 0         | 2         | 2         | 0      |
| 8  | -1  | Giancarlo Fisichella | Włochy          | Renault                  | 30  | 1         | 0         | 0         | 1      |
| 9  | 0   | Nick Heidfeld        | Niemcy          | Williams-BMW             | 28  | 0         | 2         | 1         | 1      |
| 10 | 0   | Mark Webber          | Australia       | Williams-BMW             | 24  | 0         | 0         | 1         | 0      |
| 11 | +1  | Jenson Button        | Wielka Brytania | B.A.R.-Honda             | 19  | 0         | 0         | 1         | 1      |
| 12 | 0   | David Coulthard      | Wielka Brytania | Red Bull Racing-Cosworth | 19  | 0         | 0         | 0         | 0      |
| 13 | 0   | Felipe Massa         | Brazylia        | Sauber-Petronas          | 8   | 0         | 0         | 0         | 0      |
| 14 | 0   | Jacques Villeneuve   | Kanada          | Sauber-Petronas          | 6   | 0         | 0         | 0         | 0      |
| 15 | 0   | Tiago Monteiro       | Portugalia      | Jordan-Toyota            | 6   | 0         | 0         | 1         | 0      |
| 16 | 0   | Alexander Wurz       | Austria         | McLaren-Mercedes         | 6   | 0         | 0         | 1         | 0      |
| 17 | 0   | Narain Karthikeyan   | Indie           | Jordan-Toyota            | 5   | 0         | 0         | 0         | 0      |
| 18 | 0   | Christian Klien      | Austria         | Red Bull Racing-Cosworth | 4   | 0         | 0         | 0         | 0      |
| 19 | 0   | Christijan Albers    | Holandia        | Minardi-Cosworth         | 4   | 0         | 0         | 0         | 0      |
| 20 | 0   | Pedro de la Rosa     | Hiszpania       | McLaren-Mercedes         | 4   | 0         | 0         | 0         | 0      |
| 21 | 0   | Patrick Friesacher   | Austria         | Minardi-Cosworth         | 3   | 0         | 0         | 0         | 0      |
| 22 | N   | Takuma Satō          | Japonia         | B.A.R.-Honda             | 1   | 0         | 0         | 0         | 0      |
| 23 | 0   | Vitantonio Liuzzi    | Włochy          | Red Bull Racing-Cosworth | 1   | 0         | 0         | 0         | 0      |

### Konstruktorzy
| P  | +/- | Nazwa stajni             | PKT | 1 miejsca | 2 miejsca | 3 miejsca |
| -- | --- | ------------------------ | --- | --------- | --------- | --------- |
| 1  | 0   | Renault                  | 117 | 7         | 2         | 1         |
| 2  | 0   | McLaren-Mercedes         | 105 | 5         | 2         | 3         |
| 3  | 0   | Ferrari                  | 86  | 1         | 5         | 3         |
| 4  | 0   | Toyota                   | 68  | 0         | 2         | 2         |
| 5  | 0   | Williams-BMW             | 52  | 0         | 2         | 2         |
| 6  | 0   | Red Bull Racing-Cosworth | 24  | 0         | 0         | 0         |
| 7  | 0   | B.A.R.-Honda             | 20  | 0         | 0         | 1         |
| 8  | 0   | Sauber-Petronas          | 14  | 0         | 0         | 0         |
| 9  | 0   | Jordan-Toyota            | 11  | 0         | 0         | 1         |
| 10 | 0   | Minardi-Cosworth         | 7   | 0         | 0         | 0         |